# Letopisi vojskujočih se držav
Letopisi vojskujočih se držav ali Strategije vojskujočih se držav (tradicionalno kitajsko 戰國策, Džan guo ce, Wade–Giles Čan kuo ce) je starodavno kitajsko besedilo, ki vsebuje pripovedi o političnih manipulacijah in vojskovanju v obdobju vojskujočih se držav (5.-3. stoletje pr. n. št. Letopisi so pomembno besedilo, ker opisujejo strategije in politične poglede šole diplomacije iz razkriva zgodovinske in socialne značilnosti tistega časa. 

## Zgodovina
Avtor Letopisov vojskujočih se držav še ni dokončno potrjen. Na splošno velja, da knjige ni napisal en sam avtor in ne naenkrat. Domneva se, da so jo napisali Su Čin in njegovi sodobniki, dokler je ni odkril Lju Šjang. V nasprotju s številnimi klasičnimi deli iz obdobja pred dinastijo Čin pristnost Letopisov vojskujočih se držav skupaj s  Knjigo pesmi (Šidžing), Modzijem, Julingdzijem  in Gongsun Longdzijem ni bila nikoli vprašljiva od obdobja Zahodnega Hana.  
Šest različic pisnih del šole diplomacije je med urejanjem in lektoriranjem cesarske knjižne zbirke odkril Liu Šjang. Odkrita dela s političnimi pogledi in diplomatskimi strategijami šole diplomacije so bila v slabem stanju, z nejasno vsebino in manjkajočim besedilom. Lju Šjang je besedila prebral in uredil v novi knjigi pod naslovom Džan Guo Ce (Letopisi vojskujočih se držav). 
V naslednjih stoletjih je bil znaten del Džan Guo Ceja izgubljen. Nekaj izgubljenih poglavij je restavriral Dzeng Gong iz dinastije Severni Song in knjigo lektoriral in uredil v sodobno različico. Nekaj zapisov na tkanini je bilo izkopanih iz grobnice dinastije Han v Mavangduiju blizu mesta Čangša leta 1973. Stara besedila so se ponovno uredila  in izdala v Pekingu leta 1976 pod naslovom Džanguo Dzonghengdžja Šu (kitajsko 战国政, hengjiashu, Dela šole diplomacije v obdobju vojskujočih se držav). Knjiga je vsebovala 27 poglavij, od katerih je bilo 11 podobnih vsebino v Džan Guo Ceju in Zapisih velikega zgodovinarja. Knjiga je bila leta 1977 objavljena na Tajvanu pod naslovom Bošu Džanguoce (kitajsko 皓书战国战).  

## Vsebina
Letopisi vojskujočih se držav pripoveduje o zgodovini vojskujočih se držav od zmaga klana Džo nad klanom Fan leta 490 pr. n. št. do neuspelega atentata na cesarja Čin Ši Huanga, ki ga je izvedel Gao Džjanli leta 221 pr. n. št. 
Poglavja so pisana v obliki anekdot, katerih namen je bil ilustrirati različne strategije in trike, ki so jih uporabljale vojskujoče se države. Ker je poudarek Letopisov bolj na opisu splošnih političnih vpogledov kot na predstavitvi celotne zgodovine tega obdobja, Letopisi niso urejeni strogo kronološko. Zgodbe so kronološko razvrščene po tem,  pod katerim vladarjem so se dogajale, znotraj vladavine enega samega kralja pa ni mogoče ugotoviti niti zaporedja niti časovnega presledka med dogodki. 
Knjiga obsega približno 120.000 besed. Razdeljena je na 33 poglavij in 497 razdelkov in opisuje strategije naslednjih dvanajst dinastij:
| ## | Kitajski naslov | Prevod                             | Vsebina istovetna s poglavji v Mavangduju                                |
| -- | --------------- | ---------------------------------- | ------------------------------------------------------------------------ |
| 01 | 東周策          | Strategije Vzhodnega Džova         | nič                                                                      |
| 02 | 西周策          | Strategije Zahodnega Džova         | nič                                                                      |
| 03 | 秦策            | Strategije države Čin              | Poglavje 19/Čin 3:2                                                      |
| 04 | 秦策            | Strategije države Čin              | Poglavje 19/Čin 3:2                                                      |
| 05 | 秦策            | Strategije države Čin              | Poglavje 19/Čin 3:2                                                      |
| 06 | 秦策            | Strategije države Čin              | Poglavje 19/Čin 3:2                                                      |
| 07 | 秦策            | Strategije države Čin              | Poglavje 19/Čin 3:2                                                      |
| 08 | 齊策            | Strategije države Či               | nič                                                                      |
| 09 | 齊策            | Strategije države Či               | nič                                                                      |
| 10 | 齊策            | Strategije države Či               | nič                                                                      |
| 11 | 齊策            | Strategije države Či               | nič                                                                      |
| 12 | 齊策            | Strategije države Či               | nič                                                                      |
| 13 | 齊策            | Strategije države Či               | nič                                                                      |
| 14 | 楚策            | Strategije države Ču               | Poglavje 23/Ču 4:13                                                      |
| 15 | 楚策            | Strategije države Ču               | Poglavje 23/Ču 4:13                                                      |
| 16 | 楚策            | Strategije države Ču               | Poglavje 23/Ču 4:13                                                      |
| 17 | 楚策            | Strategije države Ču               | Poglavje 23/Ču 4:13                                                      |
| 18 | 趙策            | Strategije države Džao             | Poglavje 21/Džao 1:9 Poglavje 18/Džao 4:18                               |
| 19 | 趙策            | Strategije države Džao             | Poglavje 21/Džao 1:9 Poglavje 18/Džao 4:18                               |
| 20 | 趙策            | Strategije države Džao             | Poglavje 21/Džao 1:9 Poglavje 18/Džao 4:18                               |
| 21 | 趙策            | Strategije države Džao             | Poglavje 21/Džao 1:9 Poglavje 18/Džao 4:18                               |
| 22 | 魏策            | Strategije države Vej              | Poglavje 15/Vej 3:3 Poglavje 16/Vej 3:8                                  |
| 23 | 魏策            | Strategije države Vej              | Poglavje 15/Vej 3:3 Poglavje 16/Vej 3:8                                  |
| 24 | 魏策            | Strategije države Vej              | Poglavje 15/Vej 3:3 Poglavje 16/Vej 3:8                                  |
| 25 | 魏策            | Strategije države Vej              | Poglavje 15/Vej 3:3 Poglavje 16/Vej 3:8                                  |
| 26 | 韓策            | Strategije of države Han           | Poglavje 23/Han 1:16                                                     |
| 27 | 韓策            | Strategije of države Han           | Poglavje 23/Han 1:16                                                     |
| 28 | 韓策            | Strategije of države Han           | Poglavje 23/Han 1:16                                                     |
| 29 | 燕策            | Strategije države Jan              | Poglavje 05/Jan 1:5 in Jan 1:12 Poglavje 20/Jan 1:11 Poglavje 04/Jan 2:4 |
| 30 | 燕策            | Strategije države Jan              | Poglavje 05/Jan 1:5 in Jan 1:12 Poglavje 20/Jan 1:11 Poglavje 04/Jan 2:4 |
| 31 | 燕策            | Strategije države Jan              | Poglavje 05/Jan 1:5 in Jan 1:12 Poglavje 20/Jan 1:11 Poglavje 04/Jan 2:4 |
| 32 | 宋、衛策        | Strategije Zahodnega Songa in Veja | nič                                                                      |
| 33 | 中山策          | Strategije države Džongšan         | nič                                                                      |

## Vir
- Tsien, Tsuen-hsuin (1993). »Chan Kuo Ts'e 戰國策«.  V Loewe, Michael (ur.). Early Chinese Texts: A Bibliographical Guide. Berkeley: Society for the Study of Early China; Institute of East Asian Studies, University of California Berkeley. str. 1–11. ISBN 1-55729-043-1.